# Aristóteles Fioravanti
Aristóteles Fioravanti o Fieraventi, de nombre real Ridolfo Fioravanti, motejado Aristotel, y transliterado del ruso con las formas Фиораванти, Фьораванти, Фиеравенти, o Фиораванте (Bolonia c. 1415 o 1420 – Moscú, Principado de Moscú c. 1486), fue un arquitecto e ingeniero italiano de la época del Renacimiento.

## Biografía
Se sabe poco de sus primeros años, salvo su ciudad natal y que su familia era de arquitectos e ingenieros hidráulicos.

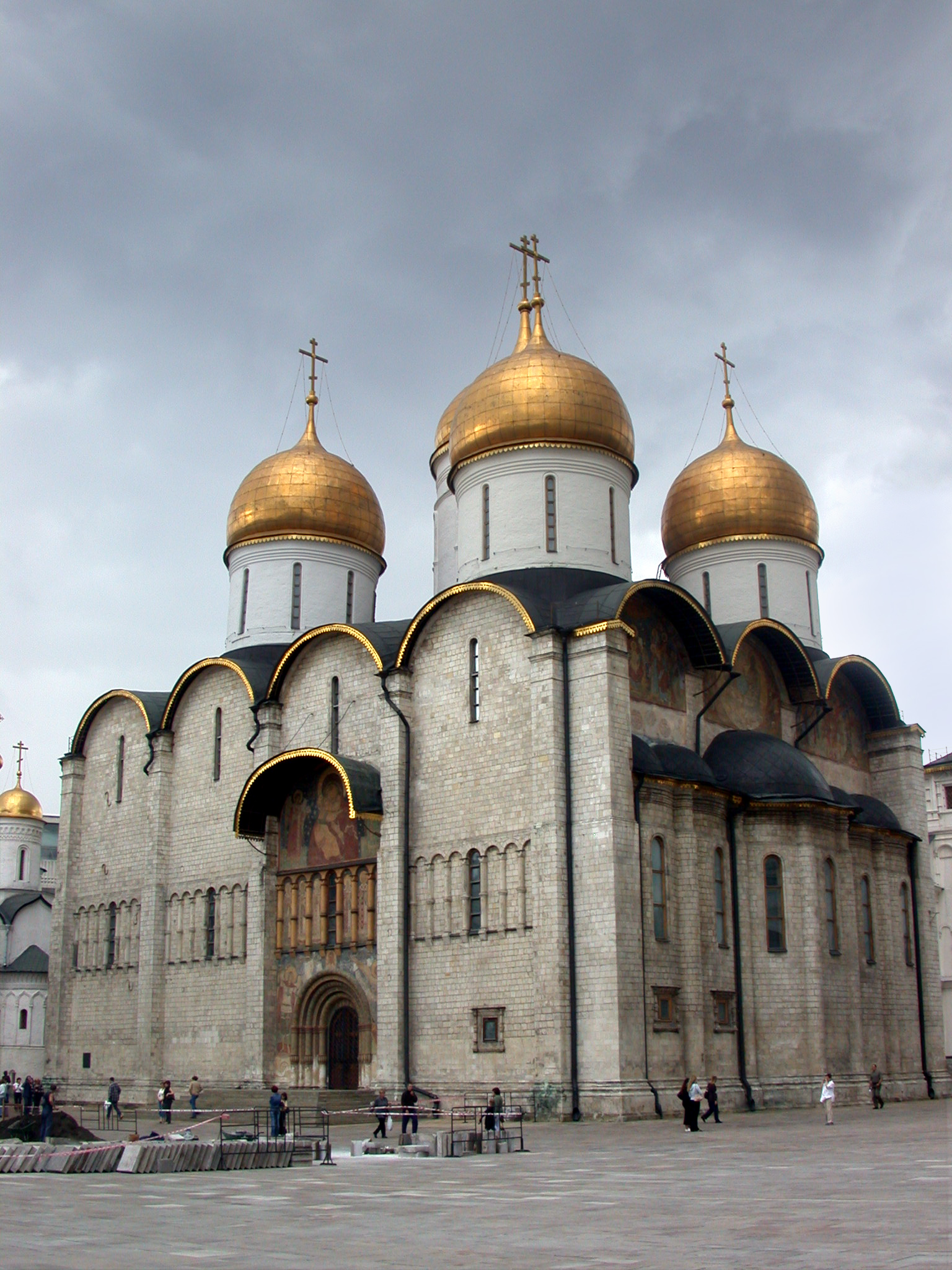
Catedral de la Dormición (Moscú).

Se hizo famoso por las máquinas innovadoras que usó para la reconstrucción de las torres de los palacios de las familias nobles de su ciudad (Palazzo del Podestà, Palazzo Salaroli, Palazzo Felicini).

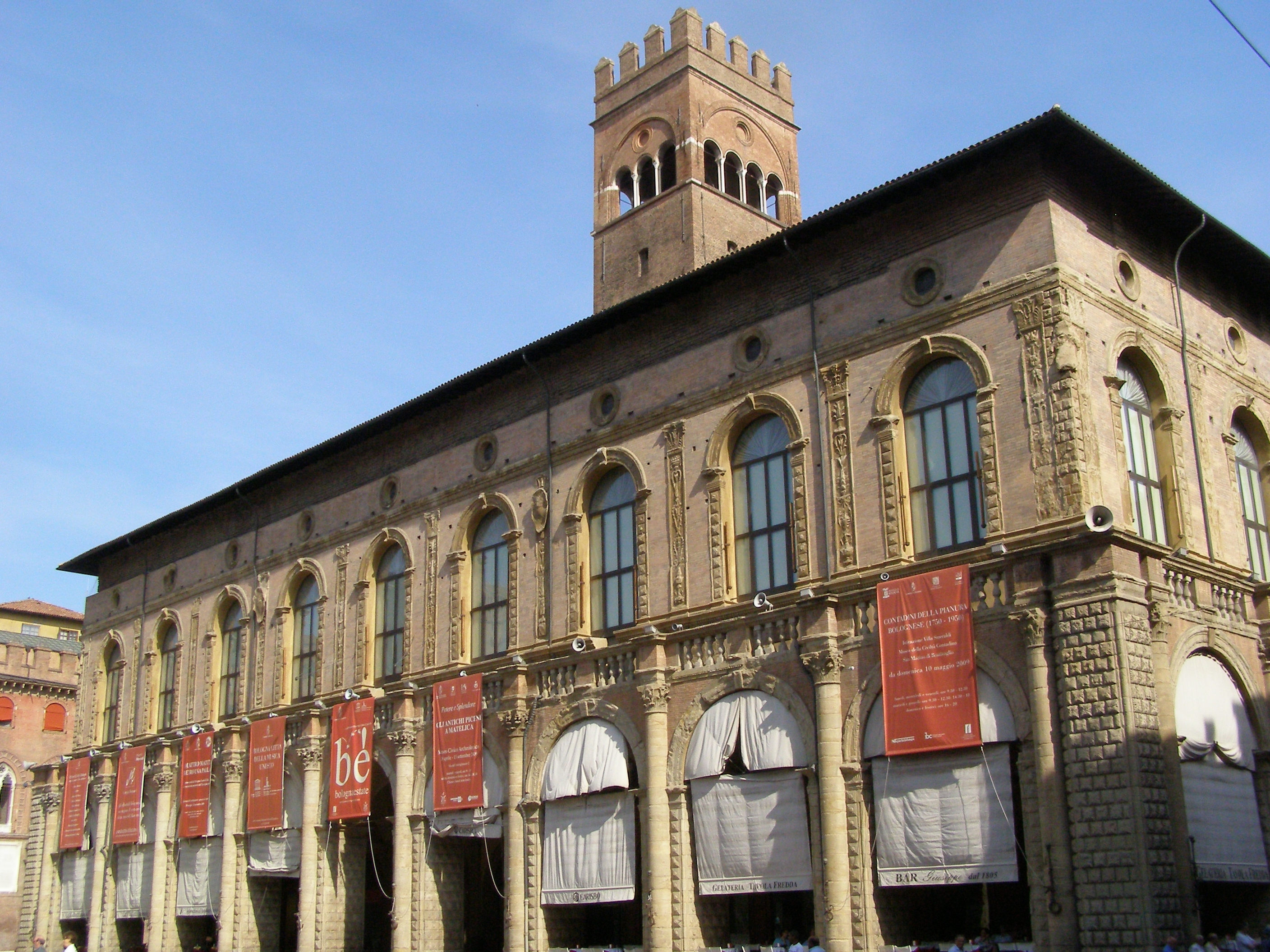
Palacio del Podestà (Bolonia).

Entre 1458 y 1467 trabajó en Florencia para Cosme de Médici el viejo, y en Milán, antes de volver a Bolonia. Allí diseñó los planos del Palazzo Bentivoglio, pero la construcción no se terminó hasta 1484-1494, en tiempos del signore Giovanni II Bentivoglio. En 1467 trabajó para el rey de Hungría Matías Corvino.
En 1475, va a Moscovia invitado por el Gran príncipe Iván III, y construye en el Kremlin de Moscú la Catedral de la Dormición (Uspenski Sobor en ruso), 1475-1479, inspirado en la Catedral de la Dormición (Vladímir).
Según algunas fuentes, fue encarcelado por el Gran príncipe cuando solicitó regresar a Italia, y murió en prisión. Según otras fuentes, participó como ingeniero militar y comandante de artillería en las campañas contra Nóvgorod (1477-1478), Kazán (1482) y Tver (1485).